# Campeonato Argentino de Futebol Feminino de 2019-20
O Campeonato Argentino de Futebol Feminino de 2019-20 foi a 42ª edição da competição organizada pela AFA. 

## Regulamento
Disputada por 16 clubes, a Primera División foi divididas em dois grupos na fase classificatória, os clubes jogam todos contra todos em um turno dentro do grupo e disputam duas rodadas contra equipes do outro grupo. Os quatro melhores se classificam para Fase Campeonato e os quatro piores para a Fase Permanência. A Fase Campeonato é disputada em sistema de pontos corridos com 2 turnos de todos contra todos, o primeiro colocado será o campeão. A Fase Permanência também é disputada em sistema de pontos corridos com 2 turnos de todos contra todos, sendo os dois últimos rebaixados para a Segunda Divisão.

### Critérios de desempate
Caso haja empate de pontos entre dois clubes, os critérios de desempates serão aplicados na seguinte ordem (válido para cada torneio). Esses são os critérios:
1. Saldo de gols
2. Gols marcados
3. Confronto direto

### Libertadores Feminina
O campeão se classificará para a competição.

## Participantes
| Equipe             | Cidade        | Província                       |
| ------------------ | ------------- | ------------------------------- |
| Boca Juniors       | Buenos Aires  | Cidade Autônoma de Buenos Aires |
| El Porvenir        | Gerli         | Província de Buenos Aires       |
| Estudiantes        | La Plata      | Província de Buenos Aires       |
| Excursionistas     | Buenos Aires  | Cidade Autônoma de Buenos Aires |
| Gimnasia y Esgrima | La Plata      | Província de Buenos Aires       |
| Huracán            | Buenos Aires  | Cidade Autônoma de Buenos Aires |
| Independiente      | Avellaneda    | Província de Buenos Aires       |
| Lanús              | Lanús         | Província de Buenos Aires       |
| Platense           | Vicente López | Província de Buenos Aires       |
| Racing             | Avellaneda    | Província de Buenos Aires       |
| River Plate        | Buenos Aires  | Cidade Autônoma de Buenos Aires |
| San Lorenzo        | Buenos Aires  | Cidade Autônoma de Buenos Aires |
| Satsaid            | Moreno        | Província de Buenos Aires       |
| UAI Urquiza        | San Martín    | Província de Buenos Aires       |
| UBA                | Buenos Aires  | Cidade Autônoma de Buenos Aires |
| Villa San Carlos   | Berisso       | Província de Buenos Aires       |